# 陽南
陽南（ようなん）は栃木県宇都宮市の地名。現行行政町名では陽南一丁目・陽南二丁目・陽南三丁目・陽南四丁目が設定されている。郵便番号は320-0834（宇都宮中央郵便局管区）。

## 概要
宇都宮市南部の一区域。国道4号・国道119号（東京街道）・JR日光線・宮原球場通り・陽南通り（都市計画道路・産業通り）に囲まれており、北は不動前五丁目・宮原三丁目・宮原四丁目・宮原五丁目、東は西原町、南は西原町・江曽島町・江曽島本町、西は大和一丁目と接する。
住宅街と工場・公園・医療関係施設が混在する地域で、陽南一丁目にはSUBARU宇都宮製作所（旧中島飛行機、富士重工業）が大半を占め、陽南二丁目は宇都宮市立陽南中学校および住宅街、陽南三丁目はほぼ全域が住宅街、陽南四丁目は住宅街に加え宇都宮市宮原運動公園や栃木県立衛生福祉大学校などがある。
「陽南」の名はかつて宇都宮市街地を指した古称「宇陽」の南方に開発された地域という意味で、現在の陽南一丁目 - 四丁目近辺ではなく現在の東武線南宇都宮駅付近の都市計画（区画整理）が行われた地域につけられた地名であった。南宇都宮駅近辺を指す旧町名として1937年（昭和12年）から1967年（昭和42年）まで陽南通（ようなんどおり）という町名も存在していた（西原町より分立して成立）。近年の「陽南」はさらに意味する区域が拡大しており、宇都宮市の「陽南地区」は旧来の江曽島や西川田の一部区域であった今宮・緑・双葉付近の住宅街までをも指す。
宇都宮市役所陽南出張所は当初 大和二丁目に開設されたが、現在は春日町に新築移転している。

## 歴史

### 沿革
- 1952年（昭和27年）4月1日：河内郡横川村大字江曽島の一部が宇都宮市に編入。宇都宮市宮原町一丁目・二丁目が成立。
- 1979年（昭和54年）10月1日 - 住居表示実施により宮原町二丁目全域および西原町・大和町・不動前五丁目・宮原三丁目・宮原四丁目・宮原五丁目のそれぞれ一部が陽南一・二・三・四丁目となる[2]。同日宮原町二丁目は廃止。

### 町名の変遷
| 実施後     | 実施年月日                | 実施前（各町ともその一部）                                 |
| ---------- | ------------------------- | ---------------------------------------------------------- |
| 陽南一丁目 | 1979年（昭和54年）10月1日 | 宮原町二丁目、西原町、不動前五丁目、宮原三丁目、宮原四丁目 |
| 陽南二丁目 | 1979年（昭和54年）10月1日 | 宮原町二丁目、西原町                                       |
| 陽南三丁目 | 1979年（昭和54年）10月1日 | 宮原町二丁目                                               |
| 陽南四丁目 | 1979年（昭和54年）10月1日 | 宮原町二丁目、大和町、西原町、宮原四丁目、宮原五丁目       |

## 世帯数と人口
2017年（平成29年）7月31日現在の世帯数と人口は以下の通りである。
| 丁目       | 世帯数    | 人口    |
| ---------- | --------- | ------- |
| 陽南一丁目 | 31世帯    | 54人    |
| 陽南二丁目 | 290世帯   | 553人   |
| 陽南三丁目 | 374世帯   | 824人   |
| 陽南四丁目 | 582世帯   | 1,077人 |
| 計         | 1,277世帯 | 2,508人 |

## 小・中学校の学区
市立小・中学校に通う場合の学区は以下の通りとなる。
| 町丁       | 町丁       | 小学校                 | 中学校               |
| ---------- | ---------- | ---------------------- | -------------------- |
| 陽南一丁目 | 一部       | 宇都宮市立宮の原小学校 | 宇都宮市立一条中学校 |
| 陽南一丁目 | 一部       | 宇都宮市立陽南小学校   | 宇都宮市立陽南中学校 |
| 陽南二丁目 | 一部       | 宇都宮市立宮の原小学校 | 宇都宮市立一条中学校 |
| 陽南二丁目 | 一部       | 宇都宮市立陽南小学校   | 宇都宮市立陽南中学校 |
| 陽南三丁目 | 陽南三丁目 | 宇都宮市立陽南小学校   | 宇都宮市立陽南中学校 |
| 陽南四丁目 |            | 宇都宮市立陽南小学校   | 宇都宮市立陽南中学校 |

## 交通

### 鉄道
北にJR日光線が通過しているが最寄駅は鶴田駅となる。西には東武宇都宮線が通過しており、最寄駅は南宇都宮駅もしくは江曽島駅となる。

### 道路
- 国道4号・国道119号（東京街道）：陽南一・二丁目の東側を通過。「西原」「川田入口」の各交差点がある。
- 宮の原通り：陽南一丁目の宮原球場通り交点（富士重工踏切）から北に伸びており、日の出・平成通り方面へ連絡している。
- 宮原球場通り：陽南四丁目の西（通称：大和二丁目交差点）から陽南一丁目の北にかけてを通過する。SUBARUが道路沿いの塀をアトリエふれあいとして開放しており、ふれあいアトリエ通りとも呼ばれる[4][5]。
- 陽南中北通り：国道4号から陽南中学校北側を通り県立がんセンター東側までを結ぶ市道。
- 陽南通り：国道4号「川田入口」交差点から栃木街道「八千代1丁目」交差点までを結ぶ道路で、陽南二・三・四丁目の南を通過する。都市計画道路3･3･105産業通りの一部となっており、4車線化が進行中である。

### 路線バス
「川田入口」交差点付近に位置する「川田入口」バス停は宇都宮市街地と郊外を結ぶ以下の3つの系統の分岐点となっている。
- 関東バス
  - JR宇都宮駅 - 東武西口 - 一条 - 川田入口 - 県立がんセンター前 - 江曽島駅 - 西川田東
    - 東京街道および陽南通り上を走行する系統で、陽南エリアの主要なバス路線となる。陽南通り上に複数のバス停が存在する。

  - JR宇都宮駅 - 東武西口 - 一条 - 川田入口 - 台新田 - 雀宮駅前 - 雀宮陸上自衛隊 - 石橋駅
    - 川田入口までは上記系統と同じルートを経由する。

  - JR宇都宮駅 - 旭陵通り経由 - 栃木日産前 - 川田入口 - 自動車学校入口 - 龍泉院前 - 今宮2丁目 - 若松原 - 雀宮駅
    - 今宮地区を経由してJR宇都宮駅と雀宮駅を結ぶ路線、2018年4月1日運行開始。

廃止路線
- 関東バス
  - 国鉄宇都宮駅 - 東武西口 - 一条中学校前（当時） - 川田入口 - がん検診センター前（当時） - 陽南小学校前 - 自動車検査場
    - 陽南通りを走る「江曽島出張所線」の支線で、かつて栃木陸運支局（当時）の南隣にあった「江曽島営業所」への回送系統に近いものである。一日数本設定されていた。

  - 国鉄宇都宮駅 - 東武駅前 - 新川 - 桜小学校前 - 気象台入口（現・京町西） - 文化会館前 - 南宇都宮 - 市営球場前 - 江曽島駅 - 江曽島出張所（緑2丁目）
    - 陽西通りより南宇都宮駅前を経由し富士重工北側・宮原球場前を走行する系統。一日3～5本設定されていた。1980年代に廃止された。

## 主な施設
- SUBARU宇都宮製作所（陽南一丁目）
- 宇都宮市立陽南中学校（陽南二丁目）
- 栃木県自動車学校（陽南三丁目）
- 栃木県立がんセンター（陽南四丁目）
- 報徳会宇都宮病院（陽南四丁目）

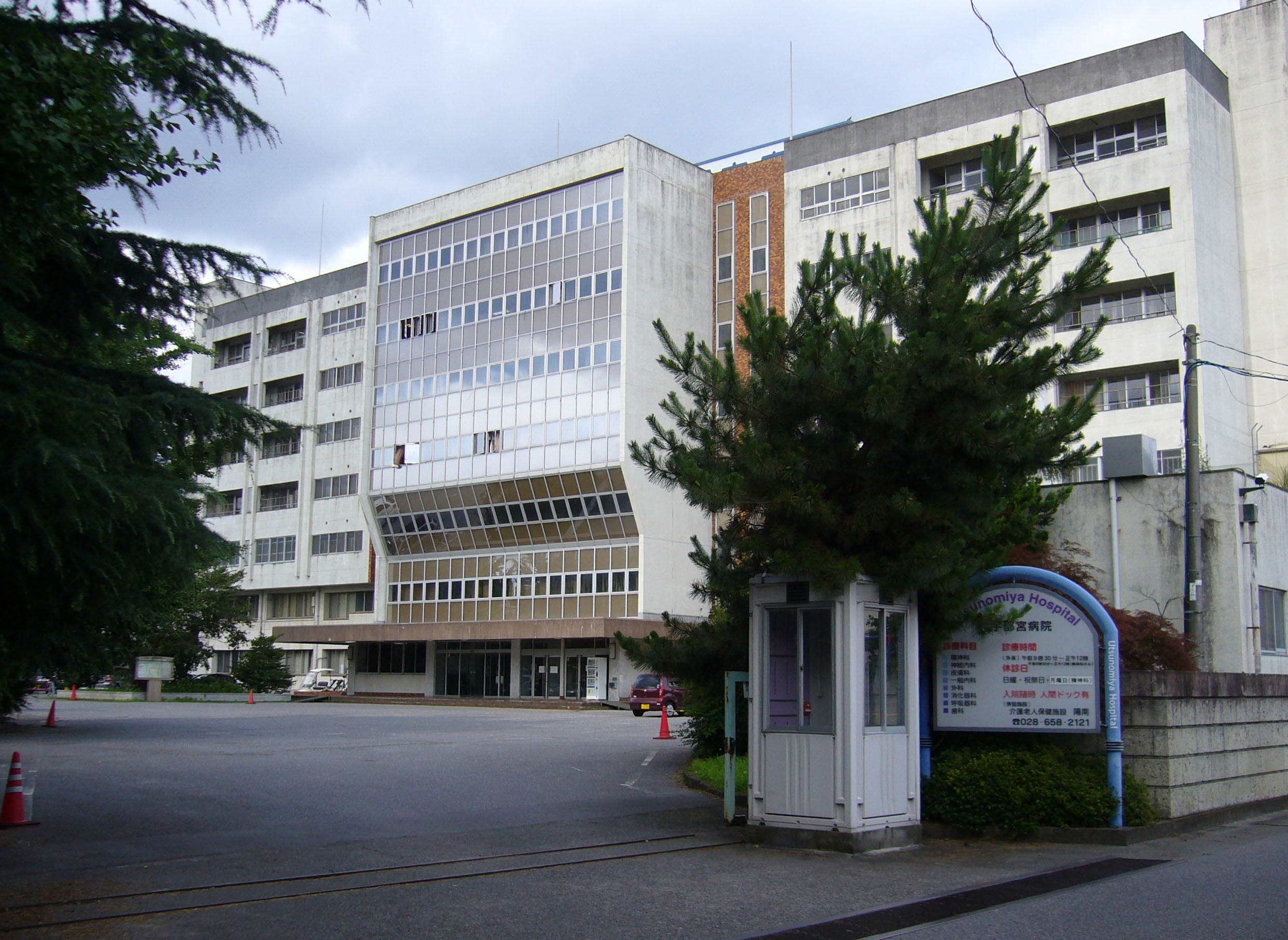
報徳会宇都宮病院

- 栃木県立衛生福祉大学校（陽南四丁目）
- 宇都宮市宮原運動公園野球場（陽南四丁目）